# Mario Hirz
Mario Hirz (* 12. April 1988) ist ein österreichischer Fußballspieler. Er steht beim steirischen Steirerliga-Verein SV Lafnitz unter Vertrag.

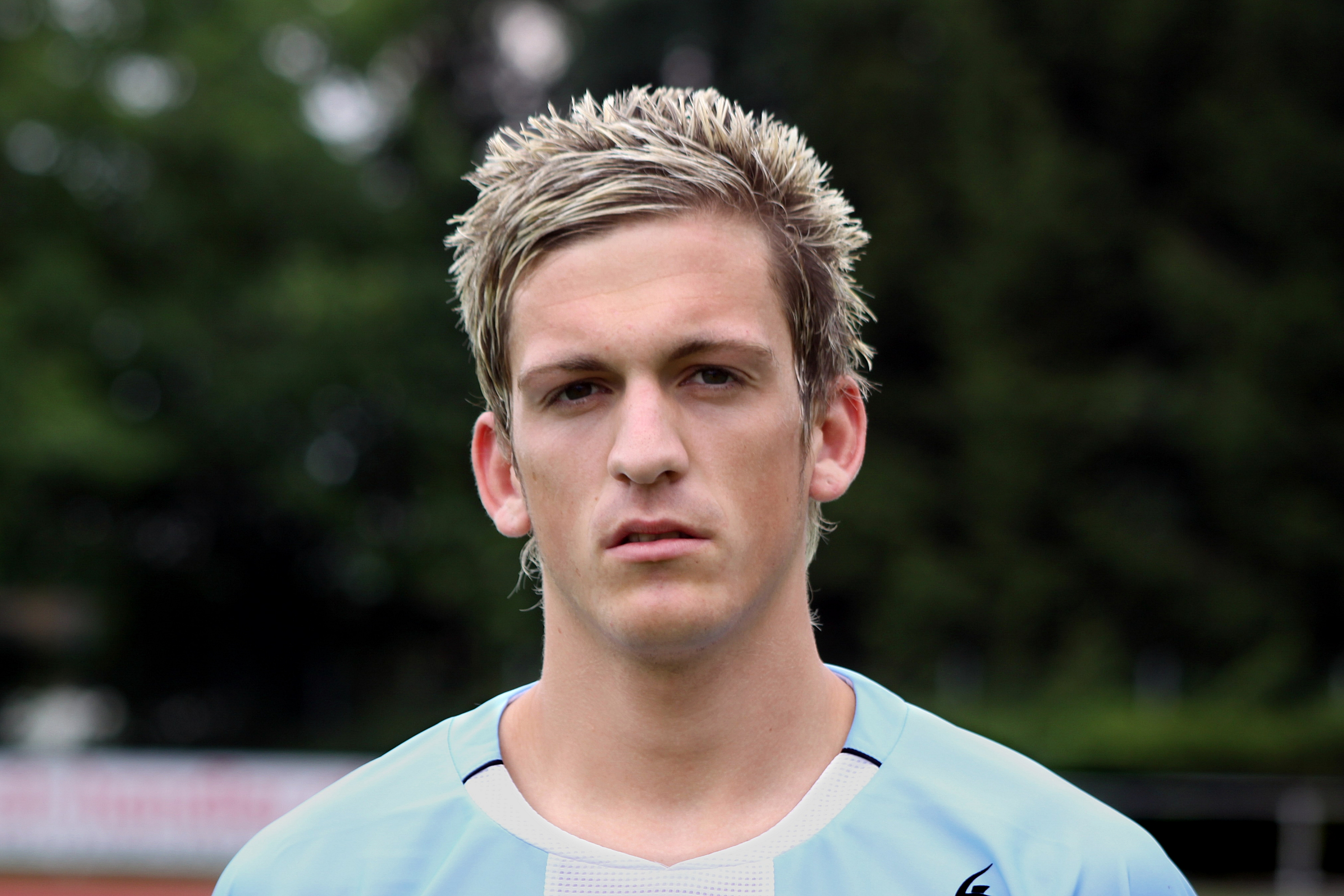
Mario Hirz

## Karriere
Als Achtjähriger machte Hirz beim unterklassigen FC Union Passail seine ersten fußballerischen Erfahrungen. Im Juli 2001 wechselte er in das Bundesnachwuchszentrum des damaligen Bundesligisten Grazer AK.
In der Saison 2008/09 gab Hirz am 30. August 2008 sein Debüt in der Kampfmannschaft des GAK. Der 180 Zentimeter große Defensiv-Allrounder wurde beim 2:0-Heimsieg der Grazer gegen SAK Klagenfurt in der 69. Minute für Thomas Hopfer eingewechselt. Dies sollte allerdings sein einziger Saisoneinsatz für den Grazer AK bleiben. Am 28. Jänner 2009 wechselte Hirz leihweise zum Ligakonkurrenten TSV Hartberg, wo er sich auf Anhieb einen Stammplatz erkämpfen konnte. Bis zum Saisonende kam er für die Hartberger auf zwölf Einsätze und trug so zum Gewinn des Meistertitels in der Regionalliga Mitte und damit zum Aufstieg in die Erste Liga bei. Dies vor allem auch, weil er mit seinem ersten Meisterschaftstor am 8. Mai 2009 den 1:0-Auswärtssieg der Hartberger beim FC Wels fixierte.
Am 20. Juni 2009 wurde er vom TSV Hartberg fix verpflichtet. In der Saison 2009/10 kam Hirz auf 15 Einsätze. Am 7. August 2009 durfte er in der fünften Runde beim 1:0-Auswärtssieg beim FC Admira Wacker Mödling sein Profidebüt geben. Hirz stand in der Startformation und spielte durch. Eine schwarze Stunde erlebte Hirz am 22. September 2009. Nicht nur weil er mit den Hartbergern beim FC Red Bull Salzburg II mit 0:7 ein Debakel hinnehmen musste, sondern auch, weil er in der 83. Spielminute von Schiedsrichter Markus Hameter mit der gelb-roten Karte vorzeitig vom Feld geschickt wurde. Am 27. November 2009 durfte Hirz über seinen ersten Torerfolg als Fußballprofi jubeln, als er in der 72. Spielminute per Kopfball den fünften Treffer zum 5:3-Sieg gegen den FC Dornbirn beitrug. Bis Juni 2011 war er bei TSV Hartberg im Kader. In der Saison 2011/12 ist er beim SV Lafnitz unter Vertrag.

## Erfolge
- Meistertitel in der Regionalliga Mitte 2008/09
- Meistertitel in der Landesliga Stmk 2012/13
- Steirercup Sieger 2012/12